# El cielo aún espera
El cielo aún espera es el segundo EP del cantante mexicano de música cristiana Jesús Adrián Romero. Se lanzó el 16 de mayo de 2023 a través de Vástago Producciones.
De este álbum, se desprenden algunos sencillos como: «A vivir», «Fue tu amor» y «No ha sido en vano». En este álbum, está incluida la participación especial de Adriel Favela, Coalo Zamorano y Jesus Molina.

## Contenido
El contenido de este álbum, como en cada producción de Romero, contiene música con esencia acústica centrada principalmente en narrar las emociones del cantante respecto a su vida cristiana y general. Se destaca un estilo musical entre pop, balada y corrido.

## Lista de canciones
| N.º | Título                                    | Duración |  |
| 1.  | «Te esperaré»                             | 3:59     |  |
| 2.  | «Amo todo de ti» (Versión Folk)           | 3:30     |  |
| 3.  | «El cielo aún espera» (con Adriel Favela) | 3:53     |  |
| 4.  | «No ha sido en vano»                      | 3:31     |  |
| 5.  | «Fue tu amor» (con Coalo Zamorano)        | 3:28     |  |
| 6.  | «A vivir» (con Jesus Molina)              | 4:17     |  |
| 7.  | «Amo todo de ti» (Versión Pop)            | 3:21     |  |